# フィリップ・プティ

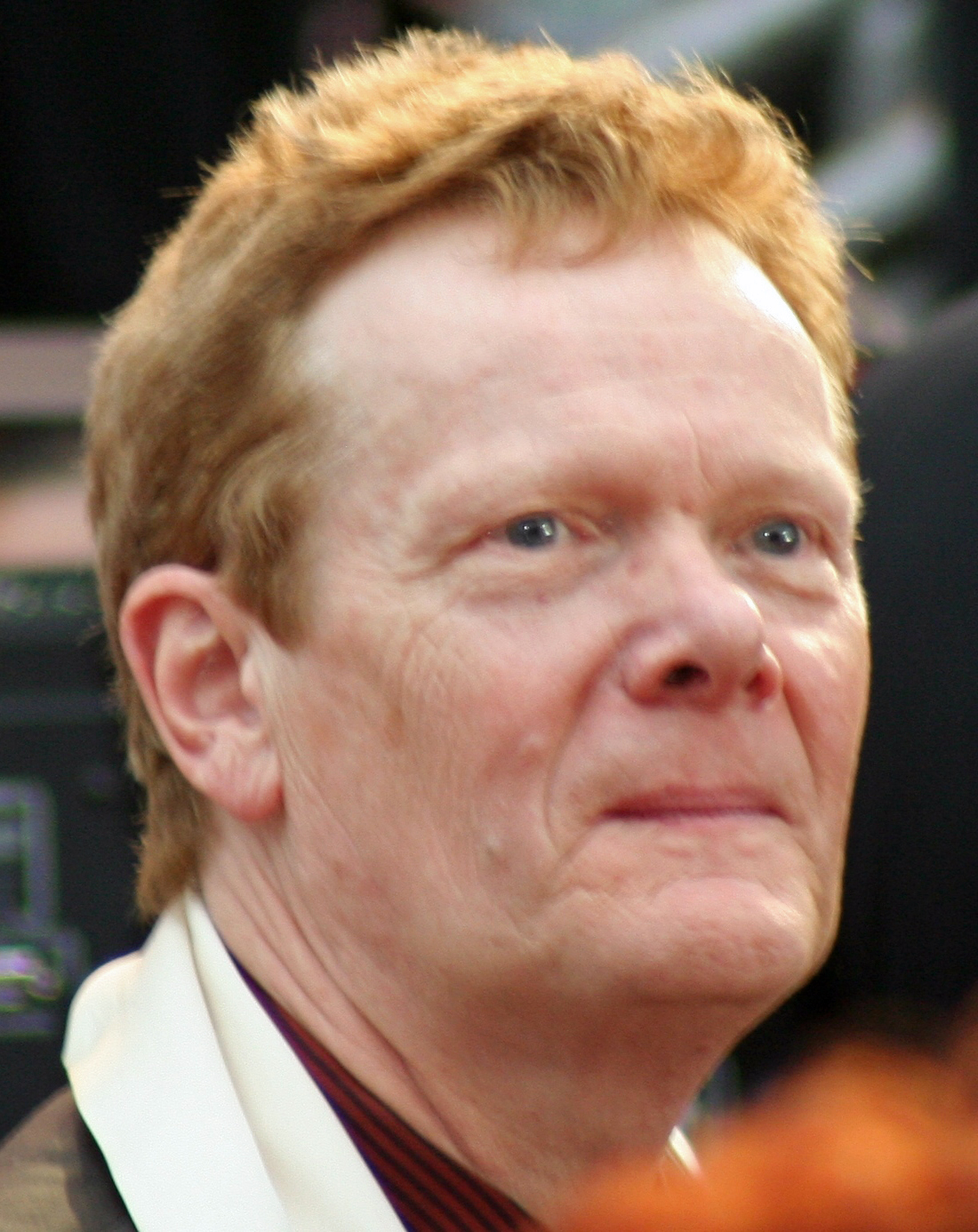
2009年撮影

フィリップ・プティ（Philippe Petit、1949年8月13日 - ）はフランスの大道芸人。セーヌ＝エ＝マルヌ県・ヌムール出身。世界各地の有名高層建築物を無許可で綱渡りする事で知られる。
彼の名を一躍有名にしたのは、1974年8月7日にニューヨークのワールドトレードセンターの2つのタワーの間を綱渡りしてニューヨークの市民を驚かせた事である 。 彼はその後、チャリティとして綱渡りを行うことに同意したため起訴を免れ、展望デッキの永久無料パスを受け取った。

## 題材とした作品
- 『綱渡りの男 (絵本)』 - モーディカイ・ガースティン（英語版）作の2003年の絵本で、ワールドトレードセンターでの綱渡りを描く。2005年日本語訳出版[4]。
- 『マン・オン・ワイヤー』 -  プティ自身が著したノンフィクション。2008年、ドキュメンタリー映画化。
- Let the Great World Spin - コラム・マッキャン（英語版）の小説。2009年発表。ワールドトレードセンターの2つのタワーの間をプティが綱渡りでわたる様子を聞くため、パロアルトからARPANET経由でニューヨークの電話ボックスに接続するシーンがある。
- 『ザ・ウォーク』 -  プティのワールドトレードセンターでの綱渡りを映画化した2015年の映画。ジョセフ・ゴードン＝レヴィットがプティを演じた。ゴードン=レヴィットはプティ本人の指導のもと綱渡りの猛特訓を受けた。